# Les Belles Histoires des pays d'en haut
Les Belles Histoires des pays d'en haut est un téléroman canadien du Québec créé par Claude-Henri Grignon d'après son roman Un homme et son péché et diffusé entre le 8 octobre 1956 et le 1er juin 1970 à la Télévision de Radio-Canada.
Totalisant 495 épisodes d'une durée initiale de 30 minutes en noir et blanc, puis de 60 minutes en couleur, il raconte la vie des habitants du village réel de Sainte-Adèle, au nord de Montréal. Seuls 70 à 80 épisodes, datant principalement de 1967 à 1970, ont survécu à l'épreuve du temps.
Un remake intitulé Les Pays d'en haut est diffusé à partir de 2016 à 2021 sur Radio-Canada.

## Synopsis
L'histoire se déroule vers la fin du XIXe siècle (environ 1885 à 1890) dans le contexte de la colonisation des Laurentides, plus précisément dans ce qui est devenu la MRC des Pays-d'en-Haut, de la grande hémorragie et de la revanche des berceaux. L'action se passe principalement à Sainte-Adèle et se centre sur trois familles : les Laloge et leurs cousins éloignés les Poudrier, eux-mêmes cousins germains des Labranche.
L'avare Séraphin Poudrier contrôle d'une main de fer la petite communauté en employant sa richesse et sa duplicité. Maire de la municipalité, il convoite puis épouse sa cousine éloignée Donalda Laloge, après que le père de celle-ci, incapable de rembourser sa dette, la lui donne à contrecœur en mariage. Donalda est une femme douce et soumise, initialement promise au bel Alexis Labranche, cousin germain de Séraphin. Après son mariage, elle accepte dès lors de vivre plutôt sa vie en fonction des volontés de cet homme dur en affaires, mais doté d'une grande éthique de travail. Elle ne se laisse jamais abattre par sa situation grâce au réconfort de la prière et à la certitude du devoir accompli.
Plusieurs intrigues se greffent à l'histoire avec les familles Bouchonneau, Chevron, Fourchu, Lepotiron, Marignon, Pothier et Ruisselet, sans oublier le curé Antoine Labelle et la riche héritière Mayfair. Outre à Sainte-Adèle, certaines scènes se déroulent à Saint-Jérôme, Sainte-Béatrix dans les Laurentides ainsi qu'à Montréal.
Parmi les personnages historiques qui figurent dans le feuilleton, on note le premier ministre du Québec Honoré Mercier, les journalistes Arthur Buies et Guillaume-Alphonse Nantel ainsi que le vétérinaire et éleveur Joseph-Alphonse Couture, mais surtout le curé Antoine Labelle, qui est un personnage récurrent.

## Fiche technique
- Titre : Les Belles Histoires des pays d'en haut
- Création : Claude-Henri Grignon d'après son roman Un homme et son péché (1933)
- Réalisation : Bruno Paradis, Fernand Quirion, Yvon Trudel
- Scénario : Claude-Henri Grignon
- Décors : Jean-Paul Denis, Jac-Pell
- Costumes : Paule Tessier, Monique Voyer
- Musique : 
  - Générique : Petit Adagio, extrait des Saisons d'Alexandre Glazounov
- Société de production : Société Radio-Canada
- Société de distribution : Société Radio-Canada
- Pays d'origine :  Canada (Québec)
- Langue originale : français
- Format : noir et blanc puis couleur — 35 mm — 1,33:1 — son mono
- Genre : téléroman
- Nombre d'épisodes : 495 (14 saisons)
- Durée : 30 min. (1956-1967) puis 60 min. (1967-1970)
- Date de première diffusion : 8 octobre 1956 (Québec)

## Distribution

### Acteurs principaux
- Maurice Beaupré : « père » Anthime Chevron, forgeron, conseiller municipal, père de Florent Chevron
- Julien Bessette : Jean-Baptiste-Marie Raudin, curé, frère de Théophraste Raudin (1967-1970)
- Ginette Blais : Iphigénie Lepotiron, ancienne religieuse, membre des Enfants de Marie Immaculée, fille de Romain Lepotiron, (1967-1970)
- Marcel Cabay : Dr Joseph-Clément Bouclier, médecin, coroner, juge de paix, conseiller municipal, inspecteur des licences d'auberges (1968-1970)
- Thérèse Cadorette : Scholastique Fourchu dite « la Scole », membre de la confrérie des Dames de Sainte-Anne, épouse de Basile Fourchu, mère de 13 enfants dont Elzéar, Julie et Délisca Fourchu (1961-1970)
- René Caron : Théodore « Todore » Bouchonneau dit Desbouchons, ancien commis-voyageur et cocher, commis, marchand général, conseiller municipal, agent d'assurances, époux de Georgiana Bouchonneau (1960-1970)
- Andrée Champagne : Donalda Laloge Poudrier, fille de François-Xavier Laloge, sœur d'Adélard Laloge, épouse de Séraphin Poudrier
- Eugène Daignault : « père » Ovide Ruisselet (1er) (1956-1960)
- Pierre Daignault : « père » Ovide Ruisselet dit « Ti-Père », aubergiste, postillon, encanteur, maréchal, huissier de justice, maître chantre, maquignon, conseiller municipal, marguillier, « rapporteur officiel » de Séraphin Poudrier, père de Janvier Ruisselet, époux en 4es noces de Victorine Malterre Ruisselet (2e) (1960-1970)
- Paul Desmarteaux : Mgr Antoine Labelle dit « le roi du Nord », curé de Saint-Jérôme, sous-ministre de la Colonisation
- Camille Ducharme : Romain Lepotiron, notaire, secrétaire de la corporation municipale, père d'Iphigénie Lepotiron
- Réjeanne Desrameaux : Georgiana Bouchonneau, marchande générale, membre de la confrérie des Dames de Sainte-Anne, mère d'Aurélie, épouse en secondes noces de Théodore Bouchonneau (1960-1970)
- Janine Fluet : Gladys Mayfair dite « Baby », « la riche héritière », Américaine, bourgeoise, femme d'affaires, propriétaire de saloon au Colorado, actionnaire dans des puits de pétrole au Texas et dans une distillerie de whisky en Écosse, écrivaine, ex-protestante convertie au catholicisme, membre de la confrérie des Dames de Sainte-Anne, veuve de M. Dalbrand puis de M. Mayfair, mère de Léon Dalbrand (195?-1970)
- Gabriel Gascon : Alexis Labranche (1er) (1956-1965)
- Germaine Giroux : Victorine Malterre Ruisselet dite « la lionne », ancienne maîtresse d'école, aubergiste, présidente de la confrérie des Dames de Sainte-Anne, épouse d'Ovide Ruisselet
- Gisèle Mauricet : Rosa-Rose Ducresson dite « la fouine », servante de l'auberge, membre des Enfants de Marie Immaculée, sœur de Joseph-Benjamin Ducresson
- Réjean Lefrançois : Florent Chevron, forgeron, fils d'Anthime Chevron (1962-1970)
- Yvon Leroux : Adélard « Bidou » Laloge, colon cultivateur, employé de ferme, draveur, commis, débardeur au port de Montréal, préposé à l'expédition de confiserie, fils de François-Xavier Laloge, frère de Donalda Laloge Poudrier, époux de Nanette Laloge (1961-1970) / Toussaint Dursol (195?-?) / Jim le barman (1959)
- Élizabeth Lesieur : Nanette Laloge, épouse d'Adélard Laloge (1963-1970)
- Jean-Pierre Masson : Séraphin Poudrier, colon cultivateur, maire, préfet du comté de Terrebonne, président de la commission scolaire, agent des terres, prêteur sur gage, spéculateur foncier, organisateur politique pour le Parti libéral du Québec et le Parti conservateur du Canada, fabricant de cercueils, marguillier, ancien foreman de chantier d'exploitation forestière, fils d'Évangéliste Poudrier, frère de Joseph-Déodat et Délima Poudrier, oncle de Fortuné, cousin d'Alexis Labranche, époux de Donalda Laloge Poudrier
- Gérard Paradis : Basile Fourchu, colon cultivateur, conseiller municipal, commissaire scolaire, marguillier en charge, époux de Scholastique Fourchu, père de 13 enfants dont Elzéar, Julie et Délisca Fourchu (1961-1970)
- Jacqueline Plouffe : Noëlla, secrétaire
- Henri Poitras : Jambe-de-Bois, quêteux officiel dans le comté de Terrebonne
- Guy Provost : Alexis Labranche alias Joe Branch dit « l'exilé », colon cultivateur, gardien du club de chasse et pêche du lac Manitou, maire, inspecteur des chemins, des lots de colonisation et de la prévention des feux de forêts, propriétaire de saloon, mineur, forgeron, cousin de Séraphin, Délima et Joseph-Déodat Poudrier, époux d'Artémise Baltour Labranche (2e) (1965-1970)
- Louise Roux : Aurélie, ancienne maîtresse d'école, secrétaire particulière de René Lecardeur, fille de Georgiana Bouchonneau (1961-1970)
- Serge Turgeon : Léon Dalbrand, avocat, écrivain, propriétaire de vignobles en Champagne et de ferme, natif de France, fils de Gladys Mayfair (1963-1970)

### Acteurs récurrents
- Thérèse Arbic : Donatienne Marignon, fille de Cyprien Marignon, sœur de Jérôme Marignon (1956-?)
- Jacques Auger : Dr Prévost, médecin
- Andrée Basilières : Angélique Pothier Marignon, maîtresse de poste, maîtresse d'école du soir, organiste, membre de la confrérie des Dames de Sainte-Anne, sœur de Prudence Pothier, cousine de Félicia Pothier, épouse de Cyprien Marignon
- Jeanine Beaubien : Octavienne (1956-?)
- Juliette Béliveau : Caroline Malterre
- Jacques Bilodeau : Janvier Ruisselet, ancien pêcheur en Gaspésie, cordonnier-sellier à Montréal, à La Malbaie puis à Sainte-Adèle, fils d'Ovide Ruisselet (1969-1970)
- Andrée Boucher : Artémise Baltour Labranche, fille de Zime Baltour, épouse d'Alexis Labranche (1966-1970)
- Pierre Boucher : Honoré Mercier, premier ministre du Québec (1956-?)
- J. Adjutor Bourré : « père » Josaphat Destreilles, conseiller municipal (1956-?)
- Georges Bouvier : Grand-Capot, quêteux dans le comté d'Argenteuil et de Terrebonne (1969)
- Jean Brousseau : Dr Jérôme Marignon, médecin, coroner, marguillier en charge, conseiller municipal, fils de Cyprien Marignon, frère de Donatienne Marignon, époux de Pâquerette Marignon (1956-1968)
- Geneviève Bujold : Julie Fourchu, domestique, fille de Basile et Scholastique Fourchu, sœur d'Elzéar et Délisca Fourchu (1re)
- Monique Chailler : Félicia Pothier, cousine d'Angélique Pothier Marignon et Prudence Pothier
- Hector Charland : « père » Évangéliste Poudrier, colon cultivateur, agent des terres, père de Joseph-Déodat, Séraphin et Délima Poudrier, grand-père de Fortuné (1956-1962)
- Roland Chenail : Dr Cyprien Marignon, médecin, père de Jérôme et Donatienne Marignon, époux en secondes noces d'Angélique Pothier Marignon (1956-?)
- Gilbert Chénier : Jujube (1968)
- Yves Corbeil : Elzéar « Boulé » Fourchu, bûcheron, draveur, fils aîné de Basile et Scholastique Fourchu, frère de Julie et Délisca Fourchu (1969-1970)
- Rolland D'Amour : J.-A. Lacour dit « marchand Lacour », marchand général, conseiller municipal, marguillier en charge, oncle de Raphaël Lacour
- Suzanne Deslongchamps : Pâquerette Marignon, épouse de Jérôme Marignon (1956-?)
- Colette Dorsay : Julia Destreilles (1956-?) / Marguerite de la Chaumière dite « la Gritte », ménagère de Jean-Baptiste-Marie Raudin, ancienne maîtresse d'école, maîtresse d'école du soir (1968-1970)
- Yvon Dufour : Magloire Bouleau, maquignon, maire de Sainte-Anne-des-Plaines (1967)
- Jean-Paul Dugas : Hippolyte Lepotiron
- Paul Dupuis : Arthur Buies, journaliste, pamphlétaire et secrétaire d'Antoine Labelle (1re époque) (1956-1962)
- Luc Durand : Tête-Croche
- Denise Filiatrault : Délima Poudrier Ducresson dite « la grand' jaune », aubergiste, fille d'Évangéliste Poudrier, sœur de Séraphin et Joseph-Déodat Poudrier, cousine d'Alexis Labranche, tante de Fortuné, épouse de Joseph-Benjamin Ducresson (1957-1966)
- Edgar Fruitier : René Lecardeur dit « le boss Réné », propriétaire de la confiserie Excelsior à Montréal et Saint-Jérôme (?-1970)
- J. Léo Gagnon : Jos Malterre (1er) (1956-?) / Patrick, foreman de chantier d'exploitation forestière (1969)
- Pat Gagnon : le grand William, bûcheron
- Jacques Galipeau : Cléophas Destulipes dit « le grand Clophas », colon cultivateur, conseiller municipal (1969)
- Roger Garceau : S.-E. Lefebvre, secrétaire de la loterie nationale de colonisation d'Antoine Labelle (1969)
- Jacques Godin : Joseph-Benjamin « Ben » Ducresson, aubergiste, frère de Rosa-Rose Ducresson, époux de Délima Poudrier (195?-1962)
- Ernest Guimond : Joseph-Théoda Letondeur dit « le plaideux » (1968)
- Yoland Guérard : Jos Malterre, aubergiste (2e) (195?-?)
- Paul Guèvremont : Théophraste Raudin dit « le mendiant de la nuit », mendiant devenu moine convers trappiste à l'abbaye d'Oka, plus vieux frère de Jean-Baptiste-Marie Raudin (1968) / Joseph-Déodat Poudrier, ancien éleveur de chevaux au Haut-Canada (Ontario), fils d'Évangéliste Poudrier, frère aîné de Séraphin Poudrier et Délima Poudrier, oncle de Fortuné, cousin d'Alexis Labranche (1970)
- Louis-Philippe Hébert : « père » François-Xavier « F.-X. » Laloge, colon cultivateur, propriétaire de chantier d'exploitation forestière, inspecteur municipal, agent des terres, père d'Adélard et Donalda Laloge
- Paul Hébert : Samuel « Jimmy » de Villepèle, chef de bande criminelle (1968)
- Rolland Jetté : Euclide, journalier, ancien menuisier (1969)
- Roland Laroche : Charlemagne du Tilleul, commis-voyageur (1968)
- Louise Lavoie:  Délisca Fourchu, fille de Basile et Scholastique Fourchu, sœur d'Elzéar et Julie Fourchu (1966)
- Jean Leclerc : Raphaël Lacour, marchand général, neveu de J.-A. Lacour (?-1968)
- Armand Leguet : Pit Caribou (195?-?)
- Françoise Lemieux : Julie Fourchu, fille de Basile et Scholastique Fourchu, sœur d'Elzéar et Délisca Fourchu (2e)
- Jean-Marie Lemieux : Joseph-Édouard Lizeron dit « Ti-Boule », colon cultivateur (1969-1970)
- Ginette Letondal : Attala Piédagnelle dite « la fille perdue », touriste (1968)
- Yves Létourneau : Dr Joseph-Alphonse Couture, vétérinaire[3] (1968)
- Julien Lippé : « père » Zime Baltour, colon cultivateur, père d'Artémise Baltour Labranche
- Walter Massey : Don Doresson, agent d'assurances
- Jean-René Ouellet : Pacifique « Phique » Devreux, ancien employé de saloon au Colorado (1970)
- Anne Pauzé : Mathilde Duhêtre, domestique de Mme Mayfair (1969-1970)
- Denise Pelletier : tante Azilda
- Guy Provencher : Bill Wabo dit « Sauvage », Amérindien (?-1965)
- Denise Provost : Darling Lady dite « la belle du Colorado », Américaine, gérante de saloon et artiste (1969)
- Michel Robitaille : Fortuné, neveu de Joseph-Déodat Poudrier, Séraphin Poudrier et Délima Poudrier Ducresson, petit-fils d'Évangéliste Poudrier
- Raynald Rompré : Mathieu dit « Siffleux », protégé d'Alexis Labranche devenu prêtre (1956-?)
- Raymond Royer : Joseph-Néron Dubouquet, secrétaire d'Antoine Labelle (2e époque) (1962-1970)
- Janine Sutto : Prudence Pothier, organiste, tuberculeuse, sœur d'Angélique Pothier Marignon, cousine de Félicia Pothier (1956-69)
- Marthe Thiéry : Angélique Mayer Labelle dite « madame curé », mère d'Antoine Labelle
- Jacques Thisdale : Jean-Jean Dubras, débardeur et déneigeur à Montréal devenu colon cultivateur
- Robert Toupin : Octave Fleuron, clerc de notaire, secrétaire de la corporation municipale (1969-1970)
- François Bertrand : narrateur

## Production

### Genèse
Avant d'être adapté pour la télévision, l'univers des Belles Histoires avait fait l'objet d'un feuilleton radiophonique à la radio de Radio-Canada à partir de 1939. D'une durée de 15 minutes, il était diffusé du lundi au vendredi durant 24 années,. Deux films avaient également été réalisés en 1949 et 1950.

### Différences avec le roman
Dès les premières télédiffusions (hebdomadaires) en 1956, certains spectateurs dénoncent les changements apportés au feuilleton radio. En effet, Séraphin est rajeuni : il a 28 ans et Donalda, 17. Cette dernière n'est également plus la fermière bien en chair qu'elle était à l'époque de la radio, mais une jeune femme svelte et blonde, imaginée pour plaire au public.
Parmi les autres différences entre le roman initial et le feuilleton télévisé : la maîtresse de poste Angélique a comme prétendant le Dr Cyprien sur papier, mais le notaire Lepotiron dans la série. Aussi, le père de Donalda, F.-X. Laloge meurt dans la version imprimée, contrairement à la télé, où il reste en vie. Enfin, le père Chevron est à l'origine tanneur, mais devient forgeron au petit écran.

### Tournage
Une partie des scènes extérieures a été tournée aux chutes Monte-à-Peine au Parc régional des Chutes-Monte-à-Peine-et-des-Dalles.
La course de chevaux sur le lac et la pêche du père Laloge ont été tournées au Havre familial Camp Marcel à Sainte-Béatrix. Dans l'épisode de Un oubli une maison de Séraphin est détruite par un incendie. La scène a été tournée en deux parties. La première partie nous fait voir un paysage de la rivière L'Assomption à l'arrière plan. La seconde partie où l'on voit la maison brûler se situe elle aussi au Havre familial Camp Marcel à Sainte-Béatrix. Le Camp appartient aux Frères de Saint-Gabriel. La maison nommée « maison Beaupré » a été achetée par Radio-Canada pour cette scène. C'est le site actuel du camping de la grange[réf. nécessaire]. Les extérieurs du château de Baby ont été tournés au manoir historique de Saint-Henri-de-Mascouche.
Avant 1967, l'émission est tournée en noir et blanc en une seule prise, puis diffusée en différé. C'est aussi à partir de cette année (saison 10) que les épisodes passent d'une durée de 30 minutes à 60 minutes.

### Archives
Les épisodes n'ont pas été conservés. En 2005, quatorze épisodes complets et 55 scènes inédites sur un total de 400 épisodes en noir et blanc, ainsi que soixante épisodes complets et dix scènes inédites sur un total de 95 épisodes en couleur, ont été sauvegardés ou ont survécu dans les archives de Radio-Canada.
Ce n'est qu'à partir de la saison 1967-1968 que la direction décide d'enregistrer et conserver systématiquement les épisodes, afin d'éventuellement pouvoir les rediffuser.

### Générique d'ouverture
La musique du générique, bien connue du public québécois, est le Petit Adagio tiré du quatrième tableau (L'Automne) du ballet Les Saisons, op. 67, d'Alexandre Glazounov. Cet indicatif musical avait été choisi par Guy Mauffette en 1939 pour le feuilleton radiophonique Un homme et son péché et repris pour la suite télévisée.
La voix hors champ de François Bertrand lisait le texte qui apparaissait à l'écran sur fond de paysages des Laurentides.

## Accueil
Ce téléroman a connu un record de longévité de quatorze saisons, battu par L'Auberge du chien noir lors de la saison 2016-2017, mais aussi par Virginie en 2010 (qui était toutefois une quotidienne).
Dans les années 1960, plusieurs critiques culturels dénoncent la faiblesse des textes et des personnages n'évoluant jamais, mais le public reste assidu, tous les lundis soir. En 1963, le 300e épisode attira 2 340 000 d'entre eux, du jamais-vu dans la province.
Malgré l'énorme popularité de la série, Radio-Canada a cherché à la retirer des ondes à quelques reprises. À chaque fois, le commanditaire est parvenu à repousser le couperet – jusqu'en 1970.
Par la suite, il a été rediffusé à quelques reprises, entre autres sur la chaîne culturelle ICI ARTV (saisons 1967-1970 en couleur), et en partie sur DVD. ARTV retire la série de sa programmation en 2007, après trois diffusions complètes des épisodes couleur existants. Elle est par la suite rediffusée en après-midi de semaine en 2009 à Radio-Canada, et revient à l'horaire d'ARTV de 2011 à 2013.

## Apports culturels
La série a contribué à refaire connaître le terme ancien d'agent ou inspecteur des terres, charge d'intérêt public et exercée à titre personnel qu'occupe entre autres Séraphin Poudrier. En outre, Séraphin est également maire, préfet de comté, organisateur politique pour le parti libéral d'Honoré Mercier, prêteur, mais aussi fabricant local de cercueils.

## Autour de la série
- L'acteur devant incarner Séraphin Poudrier n'a été choisi qu'un mois avant le début du tournage. Yvon Leroux, qui jouera finalement Bidou Laloge, a même été considéré en tant que finaliste[17].
- Quelques noms de lieux québécois sont inspirés des Belles Histoires[18] : le lac Laloge, le lac Bidou, le lac Séraphin, le lac Poudrier, le lac Donalda sont situés dans un même secteur de la MRC du Fjord-du-Saguenay, tout juste au sud du réservoir Pipmuacan. Il y a aussi le lac du Père-Chevron sur La Haute-Côte-Nord (secteur Lac-au-Brochet), la rue du Père-Ovide et la rue Séraphin à Sainte-Adèle, et dans la MRC d’Antoine-Labelle (secteur Lac-Douaire) : le lac Viande-à-Chien et le lac Bouleau-Noir – les expressions respectives de Séraphin et d'Alexis.
- Un troisième film inspiré du roman a été réalisé en 2002 : Séraphin : Un homme et son péché de Charles Binamé.